# Svenska Volleybollförbundet
Svenska Volleybollförbundet är ett specialidrottsförbund för volleyboll, beachvolleyboll och snowvolley i Sverige. Det bildades den 3 juni 1961 och valdes 1961 även in i Riksidrottsförbundet. Det är även medlem av Sveriges Olympiska Kommitté, internationella volleybollförbundet (FIVB), europeiska volleybollförbundet (CEV) samt North European Volleyball Zonal Association. Förbundets kansli ligger vid Medborgarplatsen, Stockholm. Det har även ett riksträningscentrum i Falköping, där lägger även riksidrottsgymnasiet för volleyboll, Ållebergsgymnasiet.

## Verksamhet
Förbundet hade 13 772 licenserade spelare 2022. Dessa var fördelade på 187 föreningar, med något fler damer än herrar. Totalt var närmare 50 000 personer aktiva i förbundets verksamheter. Antalet aktiva har haft en ökande trend under senare år.
Sedan 1993 har riksidrottsgymnasiet för volleyboll funnits på Ållebergsgymnasiet. Ursprungligen var det enbart riksidrottsgymnasium för pojkar, medan riksidrottsgymnasiet för flickor fanns i Katrineholm, men sedan 1999 är det gymnasium för bägge könen.

### Volleyboll
Förbundet administrerar Sveriges deltagande i internationella tävlingar genom Sveriges herr- och damlandslag samt motsvarande ungdoms- och juniorlandslag. Svenska Volleybollförbundet står årligen som arrangör för seriespel (sedan 1961), Grand Prix (sedan 1997) och supercupen (sedan 2023). I de senare fallen är arrangörskapet delat mellan förbundet och lokala värdföreningar.
Seriespelet har samma upplägg för bägge könen och består av Elitserien (damer, herrar) överst. Denna följs av två division 1-serier (norra respektive södra, för både damer och herrar), sex division 2-serier samt ett varierande antal division 3-serier. Det lag som blir svenska seniormästare bestäms av resultat i Elitserien som består av seriespel följt av cupspel bland de bästa åtta lagen. Det nuvarande upplägget har med mindre variationer funnits sedan säsongen 2015/2016. Innan dess var seriespelet uppdelat i serier under hösten (Elitserien, Superettan, Division 1, Division 2) och serier under våren (Elitserien, Allsvenskan, Vårettan, Vårtvåan, Vårtrean).
Förbundet arrangerar förutom seniortävlingarna även svenska mästerskap för olika ålderskategorier (U23, junior, ungdom och U16). Det finns även ålderskategoritävlingar vid Grand Prix. För barn- och ungdom finns även turneringen Mikasa Challenge.
Enbart lag från Sverige kan spela i Elitserien (och bli svenska mästare). Däremot deltar Jomala IK från Åland, Finland, i seriespel och skulle utan denna begränsning haft möjlighet att kvalificera sig för spel i Elitserien 2011 på damsidan och 2023 på herrsidan.

### Beachvolley och Snowvolley
Förbundet organiserar Sveriges herr- och damlandslag. Det arrangerar svenska mästerskapen i beachvolley samt Swedish Beach Tour. De svenska mästerskapen består förutom av seniorklassen av ett stort antal åldersklasser både med maxålder (junior, ungdom etc.) samt minimiålder (veteranklasser). Swedish Beach Tour är en tour med flera tävlingar spridda över landet samt en avslutande tourfinal. Förbundet arrangerar även svenska mästerskapet i snowvolley.

## Första medlemmarna i SVBF
De 30 första medlemsföreningarna i Svenska Volleybollförbundet. Inom parentes anges datumet föreningarna blev medlemmar i SVBF.
1. Sollentuna VK (6 juli 1961)[15]
2. Kallhälls BK (29 augusti 1961)[15]
3. VBK 60 Stockholm (20 september 1961)[15]
4. Norrtälje BF
5. IF Otava Stockholm
6. Gideonsbergsskolans IF, Västerås
7. Bergsholmsklubben, Stockholm
8. Köpings DV (senare Kolbäcks VK) (24 oktober 1961)[15]
9. Malmö Frisksportarklubb
10. Norrköpings Frisksportarklubb
11. Västerås Katajaiset
12. Uppsala Frisksportarklubb
13. Väsby Volleybollklubb
14. Frisksportklubben Havsörnen, Malmö
15. Sigtuna Humanistiska Läroverks IF
16. Bromma KFUM (19 december 1961)[15]
17. Svegs Bollklubb
18. Alingsås Volleybollklubb
19. Söders Frisksportarklubb, Stockholm
20. Inkerin Kerho, Borås
21. Floby VK (16 januari 1962)
22. Hasslösa Volleybollklubb
23. Eskilstuna Frisksportarklubb
24. S:t Petri Läroverks IF, Malmö
25. KFUM Central, Stockholm (5 februari 1962)[15]
26. Hallstahammars Finska Förening
27. Storkyrkopojkarnas Volleybollgrupp, Stockholm
28. Frisksportarklubben Forsfuran, Munkfors
29. Glanshammar Rinkarleby JUF (26 februari 1962)[15]
30. Sjövalla Frisksportarklubb (20 mars 1962)[15]